# مرحلة المجموعات بدوري أبطال آسيا 2015
تقدم هذه المقالة تفاصيل دور المجموعات في دوري أبطال آسيا 2015.
مرحلة المجموعات بدوري أبطال آسيا 2015، لعبت من تاريخ 24 فبراير وحتى 6 مايو 2015. من 32 فريق مشارك بمرحلة المجموعات 16 منهم سوف يتأهل إلى دور الستة عشر.

## قائمة الأندية
في القائمة التالية أسماء الأندية المشاركة في مرحلة دور المجموعات لدوري أبطال آسيا 2015، وهم 32 نادي مقسمة إلى (16 نادي من منطقة غرب آسيا، و 16 نادي من منطقة شرق آسيا).
| المنطقة                      | الأندية |
| ---------------------------- | --- |
| منطقة غرب آسيا (مجموعات A–D) | - النصر - الشباب - الهلال - الأهلي - فولاد - تراكتور سازي - بيروزي - نفط طهران - باختاكور - لوكوموتيف - ناساف - بونيودكور - الأهلي - العين - لخويا - السد |
| منطقة شرق آسيا (مجموعات E–H) | - جيونبوك - سيونغنام - سوون سامسونغ بلووينغز - سيؤول - غامبا أوساكا - أوراوا رد دايموندز - كاشيما أنتلرز - كاشيوا ريسول - غوانجو إفرغراند تاوباو - شاندونغ لونينغ - بكين غوان - غوانجو آر اند اف - بريزبان رور - وسترن سيدني - بوريرام يونايتد - بيكامكس بينه دونغ |

## مرحلة المجموعات
| مفاتيح الألوان في جدول الترتيب                   |
| ------------------------------------------------ |
| فائزو وثواني المجموعات يتأهلون إلى دور الستة عشر |

لعبت مباريات مرحلة المجموعات بأيام 24-25 فبراير، و 3-4, 17-18 مارس، و 7-8, 21-22 أبريل، و 6-5 مايو.

### المجموعة أ
| م | الفريق        | لعب | ف | ت | خ | أ.له | أ.ع | أ.ف | نقاط | التأهل                        |     | لخو | بير | نصر | بون |
| - | ------------- | --- | - | - | - | ---- | --- | --- | ---- | ----------------------------- | --- | --- | --- | --- | --- |
| 1 | لخويا (Q)     | 6   | 4 | 1 | 1 | 9    | 5   | +4  | 13   | التأهل إلى مرحلة خروج المغلوب |     | —   | 3–0 | 1–1 | 1–0 |
| 2 | بيروزي (Q)    | 6   | 4 | 0 | 2 | 7    | 7   | 0   | 12   | التأهل إلى مرحلة خروج المغلوب |     | 3–0 | —   | 1–0 | 2–1 |
| 3 | النصر (E)     | 6   | 2 | 2 | 2 | 7    | 6   | +1  | 8    |                               |     | 1–3 | 3–0 | —   | 1–1 |
| 4 | بونيودكور (E) | 6   | 0 | 1 | 5 | 2    | 7   | −5  | 1    |                               | 0–1 | 0–1 | 0–1 | —   |     |

| برسبوليس                                                 | 3–0   | لخويا |
| -------------------------------------------------------- | ----- | ----- |
| محسن بنغار 60' · هادي نوروزي 66' · محمد نوري 83' (ركلة.) | تقرير |       |

| النصر                | 1–1   | بونيودكور             |
| -------------------- | ----- | --------------------- |
| فابيان إستويانوف 51' | تقرير | زابخيلو أورينبويف 14' |

| بونيودكور | 0–1   | برسبوليس              |
| --------- | ----- | --------------------- |
|           | تقرير | محمد نوري 21' (ركلة.) |

| لخويا             | 1–1   | النصر                |
| ----------------- | ----- | -------------------- |
| فلاديمير فايس 51' | تقرير | محمد موسى 47' (ه.ذ.) |

| بونيودكور | 0–1   | لخويا                  |
| --------- | ----- | ---------------------- |
|           | تقرير | نام تاي هي 28' (ركلة.) |

| النصر                                                           | 3–0   | برسبوليس |
| --------------------------------------------------------------- | ----- | -------- |
| أدريان مييرجيفسكي 32' · فابيان إستويانوف 86' · حسن الراهب 90+5' | تقرير |          |

| برسبوليس               | 1–0   | النصر |
| ---------------------- | ----- | ----- |
| مهدي طارمي 62' (ركلة.) | تقرير |       |

| لخويا             | 1–0   | بونيودكور |
| ----------------- | ----- | --------- |
| فلاديمير فايس 43' | تقرير |           |

| بونيودكور | 0–1   | النصر                 |
| --------- | ----- | --------------------- |
|           | تقرير | أدريان مييرجيفسكي 33' |

| لخويا                                               | 3–0   | برسبوليس |
| --------------------------------------------------- | ----- | -------- |
| يوسف المساكني 69' · نام تاي هي 83' · علي عفيف 90+3' | تقرير |          |

| النصر          | 1–3   | لخويا                                                           |
| -------------- | ----- | --------------------------------------------------------------- |
| حسن الراهب 36' | تقرير | يوسف المساكني 28' · نام تاي هي 32' · سباستيان سوريا 58' (ركلة.) |

| برسبوليس                                                   | 2–1   | بونيودكور        |
| ---------------------------------------------------------- | ----- | ---------------- |
| محمد نوري (لاعب كرة قدم) 49' (ركلة.) · Jurabaev 73' (ه.ذ.) | تقرير | سردار رشيدوف 61' |

### المجموعة ب
| م | الفريق        | لعب | ف | ت | خ | أ.له | أ.ع | أ.ف | نقاط | التأهل                        |     | عين | نفط | باخ | شباب |
| - | ------------- | --- | - | - | - | ---- | --- | --- | ---- | ----------------------------- | --- | --- | --- | --- | ---- |
| 1 | العين (Q)     | 6   | 3 | 3 | 0 | 7    | 2   | +5  | 12   | التأهل إلى مرحلة خروج المغلوب |     | —   | 3–0 | 1–1 | 0–0  |
| 2 | نفط طهران (Q) | 6   | 2 | 2 | 2 | 8    | 8   | 0   | 8    | التأهل إلى مرحلة خروج المغلوب |     | 1–1 | —   | 1–1 | 2–1  |
| 3 | باختاكور (E)  | 6   | 1 | 3 | 2 | 6    | 8   | −2  | 6    |                               |     | 0–1 | 2–1 | —   | 0–2  |
| 4 | الشباب (E)    | 6   | 1 | 2 | 3 | 5    | 8   | −3  | 5    |                               | 0–1 | 0–3 | 2–2 | —   |      |

| باختاكور                               | 2–1   | نفط طهران      |
| -------------------------------------- | ----- | -------------- |
| ماخارادزي كاخي 48' · إيغور سيرغييف 85' | تقرير | علي قرباني 59' |

| نادي العين | 0–0   | الشباب |
| ---------- | ----- | ------ |
|            | تقرير |        |

| نفط طهران        | 1–1   | العين                    |
| ---------------- | ----- | ------------------------ |
| سيامك كوروشي 50' | تقرير | أسامواه جيان 58' (ركلة.) |

| الشباب                                  | 2–2   | باختاكور                                       |
| --------------------------------------- | ----- | ---------------------------------------------- |
| عبد الرحمن الخيبري 35' · نايف هزازي 84' | تقرير | إيغور سيرغييف 62' · ماخارادزي كاخي 71' (ركلة.) |

| باختاكور | 0–1   | العين              |
| -------- | ----- | ------------------ |
|          | تقرير | ميروسلاف ستوتش 61' |

| نفط طهران                                    | 2–1   | الشباب                 |
| -------------------------------------------- | ----- | ---------------------- |
| أمير أرسلان مطهري 86' · لياندرو بادوفاني 90' | تقرير | نايف هزازي 43' (ركلة.) |

| العين                 | 1–1   | باختاكور            |
| --------------------- | ----- | ------------------- |
| جيريس كيمبو إكوكو 20' | تقرير | إيغور سيرغييف 45+2' |

| الشباب | 0–3   | نفط طهران                                              |
| ------ | ----- | ------------------------------------------------------ |
|        | تقرير | وحيد أميري 57' · أمير أرسلان مطهري 83' · Aliyari 90+1' |

| نفط طهران          | 1–1   | باختاكور           |
| ------------------ | ----- | ------------------ |
| غلام رضا رضائي 25' | تقرير | فلاديمير كوزاك 36' |

| الشباب | 0–1   | العين            |
| ------ | ----- | ---------------- |
|        | تقرير | أسامواه جيان 58' |

| نادي باختاكور طشقند | 0–2   | الشباب                                       |
| ------------------- | ----- | -------------------------------------------- |
|                     | تقرير | موسى الشمري 6' · عبد الله الأسطا 65' (ركلة.) |

| العين                                                                | 3–0   | نفط طهران |
| -------------------------------------------------------------------- | ----- | --------- |
| عمر عبد الرحمن (لاعب) 63' · أسامواه جيان 74' · جيريس كيمبو إكوكو 87' | تقرير |           |

### المجموعة ج
| م | الفريق        | لعب | ف | ت | خ | أ.له | أ.ع | أ.ف | نقاط | التأهل                        |     | هلال | سد  | فلد | لكف |
| - | ------------- | --- | - | - | - | ---- | --- | --- | ---- | ----------------------------- | --- | ---- | --- | --- | --- |
| 1 | الهلال (Q)    | 6   | 4 | 1 | 1 | 9    | 4   | +5  | 13   | التأهل إلى مرحلة خروج المغلوب |     | —    | 2–1 | 2–0 | 3–1 |
| 2 | السد (Q)      | 6   | 3 | 1 | 2 | 9    | 9   | 0   | 10   | التأهل إلى مرحلة خروج المغلوب |     | 1–0  | —   | 1–0 | 6–2 |
| 3 | فولاد (E)     | 6   | 1 | 3 | 2 | 2    | 4   | −2  | 6    |                               |     | 0–0  | 0–0 | —   | 1–0 |
| 4 | لوكوموتيف (E) | 6   | 1 | 1 | 4 | 10   | 13  | −3  | 4    |                               | 1–2 | 5–0  | 1–1 | —   |     |

| فولاد | 0–0   | السد |
| ----- | ----- | ---- |
|       | تقرير |      |

| الهلال                                             | 3–1   | لوكوموتيف طشقند    |
| -------------------------------------------------- | ----- | ------------------ |
| سعود كريري 11' · يوسف السالم 14' · تياجو نيفيز 71' | تقرير | سردار ميرزاييف 39' |

| لوكوموتيف طشقند | 1–1   | فولاد        |
| --------------- | ----- | ------------ |
| اوليغ زوتيف 6'  | تقرير | Jama'ati 32' |

| السد              | 1–0   | الهلال |
| ----------------- | ----- | ------ |
| خلفان إبراهيم 29' | تقرير |        |

| فولاد | 0–0   | الهلال |
| ----- | ----- | ------ |
|       | تقرير |        |

| السد                                                                                                 | 6–2   | لوكوموتيف طشقند                           |
| --- | ----- | ----------------------------------------- |
| خلفان إبراهيم 27' (ركلة.)، 50' · حسن الهيدوس 34' · نذير بلحاج 40' · عبد الكريم حسن 63' · غرافيتي 66' | تقرير | Kojašević 56' · J. J. Hasanov 77' (ركلة.) |

| لوكوموتيف طشقند                                                                | 5–0   | السد |
| ------------------------------------------------------------------------------ | ----- | ---- |
| مارات بيكماييف 7'، 14' · Shoakhmedov 55' · Kojašević 79' · روسلان كوريان 90+1' | تقرير |      |

| الهلال                                | 2–0   | فولاد |
| ------------------------------------- | ----- | ----- |
| ناصر الشمراني 46' · ياسر الشهراني 61' | تقرير |       |

| لوكوموتيف طشقند              | 1–2   | الهلال                                |
| ---------------------------- | ----- | ------------------------------------- |
| تيمورخوجا عبد الخالقوف 90+4' | تقرير | نواف العابد 56' · عبد الله الزوري 72' |

| السد       | 1–0   | فولاد |
| ---------- | ----- | ----- |
| موريكي 42' | تقرير |       |

| فولاد               | 1–0   | لوكوموتيف طشقند |
| ------------------- | ----- | --------------- |
| بهمان جيهان تيغ 89' | تقرير |                 |

| الهلال                                   | 2–1   | السد                    |
| ---------------------------------------- | ----- | ----------------------- |
| يوسف السالم 20' · محمد كاسولا 69' (ه.ذ.) | تقرير | حسن الهيدوس 32' (ركلة.) |

### المجموعة د
| م | الفريق           | لعب | ف | ت | خ | أ.له | أ.ع | أ.ف | نقاط | التأهل                        |     | أهل(جده) | أهل(دبي) | نسف | تراك |
| - | ---------------- | --- | - | - | - | ---- | --- | --- | ---- | ----------------------------- | --- | -------- | -------- | --- | ---- |
| 1 | الأهلي (Q)       | 6   | 3 | 3 | 0 | 11   | 7   | +4  | 12   | التأهل إلى مرحلة خروج المغلوب |     | —        | 2–1      | 2–1 | 2–0  |
| 2 | الأهلي (Q)       | 6   | 2 | 2 | 2 | 8    | 8   | 0   | 8    | التأهل إلى مرحلة خروج المغلوب |     | 3–3      | —        | 0–0 | 3–2  |
| 3 | ناساف (E)        | 6   | 2 | 2 | 2 | 5    | 5   | 0   | 8    |                               |     | 0–0      | 0–1      | —   | 2–1  |
| 4 | تراكتور سازي (E) | 6   | 1 | 1 | 4 | 7    | 11  | −4  | 4    |                               | 2–2 | 1–0      | 1–2      | —   |      |

| نسف قرشي                         | 2–1   | تراكتور سازي     |
| -------------------------------- | ----- | ---------------- |
| Shomurodov 46' · حمزة كريموف 52' | تقرير | إيدر لوسيانو 32' |

| الأهلي                                   | 3–3   | الأهلي                                                          |
| ---------------------------------------- | ----- | --------------------------------------------------------------- |
| إسماعيل الحمادي 19'، 79' · أحمد خليل 43' | تقرير | اوزفالدو لورينسو فيلهو 2' · حسين المقهوي 41' · تيسير الجاسم 57' |

| تراكتور سازي        | 1–0   | الأهلي |
| ------------------- | ----- | ------ |
| فرشاد أحمد زاده 40' | تقرير |        |

| الأهلي                        | 2–1   | نسف قرشي           |
| ----------------------------- | ----- | ------------------ |
| عمر السومة 22' · Al-Amari 78' | تقرير | أرتر غيفوركيان 65' |

| الأهلي | 0–0   | نسف قرشي |
| ------ | ----- | -------- |
|        | تقرير |          |

| الأهلي                | 2–0   | تراكتور سازي |
| --------------------- | ----- | ------------ |
| تيسير الجاسم 71'، 79' | تقرير |              |

| تراكتور سازي                       | 2–2   | الأهلي              |
| ---------------------------------- | ----- | ------------------- |
| إيدر لوسيانو 60' · شاهين ثاقبي 77' | تقرير | عمر السومة 74'، 90' |

| نسف قرشي | 0–1   | الأهلي             |
| -------- | ----- | ------------------ |
|          | تقرير | إيفرتون ريبيرو 81' |

| تراكتور سازي   | 1–2   | نسف قرشي                |
| -------------- | ----- | ----------------------- |
| مهدي كياني 52' | تقرير | أرتر غيفوركيان 59'، 71' |

| الأهلي                             | 2–1   | الأهلي             |
| ---------------------------------- | ----- | ------------------ |
| مهند عسيري 78' · برونو سيزار 90+4' | تقرير | إيفرتون ريبيرو 16' |

| الأهلي                                                 | 3–2   | تراكتور سازي                                |
| ------------------------------------------------------ | ----- | ------------------------------------------- |
| إيفرتون ريبيرو 58' · أحمد خليل (لاعب كرة قدم) 77'، 88' | تقرير | ميهرداد بيرامي 21' · سامان نريمان جاهان 67' |

| نسف قرشي | 0–0   | الأهلي |
| -------- | ----- | ------ |
|          | تقرير |        |

### المجموعة ر
| م | الفريق                | لعب | ف | ت | خ | أ.له | أ.ع | أ.ف | نقاط | التأهل                        |     | ك.ر | جبك | ش.ل | ب.ب.د |
| - | --------------------- | --- | - | - | - | ---- | --- | --- | ---- | ----------------------------- | --- | --- | --- | --- | ----- |
| 1 | كاشيوا ريسول (Q)      | 6   | 3 | 2 | 1 | 14   | 9   | +5  | 11   | التأهل إلى مرحلة خروج المغلوب |     | —   | 3–2 | 2–1 | 5–1   |
| 2 | جيونبوك (Q)           | 6   | 3 | 2 | 1 | 14   | 6   | +8  | 11   | التأهل إلى مرحلة خروج المغلوب |     | 0–0 | —   | 4–1 | 3–0   |
| 3 | شاندونغ لونينغ (E)    | 6   | 2 | 1 | 3 | 13   | 17  | −4  | 7    |                               |     | 4–4 | 1–4 | —   | 3–1   |
| 4 | بيكامكس بينه دونغ (E) | 6   | 1 | 1 | 4 | 6    | 15  | −9  | 4    |                               | 1–0 | 1–1 | 2–3 | —   |       |

| جونبك هيونداي موتورز | 0–0   | كاشيوا ريسول |
| -------------------- | ----- | ------------ |
|                      | تقرير |              |

| نادي بيكامكس بين دونغ              | 2–3   | نادي شاندونغ لونينغ تايشان         |
| ---------------------------------- | ----- | ---------------------------------- |
| Oseni 48' · وانغ تشيانغ 56' (ه.ذ.) | تقرير | وانغ يونغبو 47' · يانغ زو 61'، 81' |

| نادي شاندونغ لونينغ تايشان | 1–4   | جونبك هيونداي موتورز                                                                                   |
| -------------------------- | ----- | --- |
| يانغ زو 61'                | تقرير | إدواردو غونسالفيس دي أوليفيرا 21' · Han Kyo-won 71' · لي جاي سونغ 76' · ليوناردو رودريغيز بيريرا 90+3' |

| كاشيوا ريسول                                                                              | 5–1   | نادي بيكامكس بين دونغ |
| ----------------------------------------------------------------------------------------- | ----- | --------------------- |
| ماساتو كودو 42'، 67' · ديفيد فرنكوفيتش 44' (ه.ذ.) · كيم تشانغ سو 56' · هيديكاز أوتاني 75' | تقرير | Oseni 82'             |

| كاشيوا ريسول                           | 2–1   | نادي شاندونغ لونينغ تايشان |
| -------------------------------------- | ----- | -------------------------- |
| كوسوكي تاكاتومي 23' · ناوكي واكو 90+2' | تقرير | والتر مونتيلا 51'          |

| جونبك هيونداي موتورز             | 3–0   | نادي بيكامكس بين دونغ |
| -------------------------------- | ----- | --------------------- |
| Eninho 16' · إي دونغ غك 41'، 88' | تقرير |                       |

| نادي شاندونغ لونينغ تايشان                                                  | 4–4   | كاشيوا ريسول                                                                 |
| --------------------------------------------------------------------------- | ----- | ---------------------------------------------------------------------------- |
| وانغ يونغبو 4' · جونيور أورسو 34' · والتر مونتيلا 37' · يانغ زو 49' (ركلة.) | تقرير | لياندرو مونتانا دا سيلفا 23' · ماساتو كودو 29' · كريستيانو دا سيلفا 32'، 76' |

| نادي بيكامكس بين دونغ | 1–1   | جونبك هيونداي موتورز |
| --------------------- | ----- | -------------------- |
| عباس شيخ ديانغ 90+3'  | تقرير | Eninho 31'           |

| كاشيوا ريسول                                            | 3–2   | جونبك هيونداي موتورز |
| ------------------------------------------------------- | ----- | -------------------- |
| كارلوس إدواردو بيند غوستي 9' · كوسوكي تاكاتومي 20'، 39' | تقرير | إي دونغ غك 67'، 81'  |

| نادي شاندونغ لونينغ تايشان          | 3–1   | نادي بيكامكس بين دونغ |
| ----------------------------------- | ----- | --------------------- |
| يانغ زو 27'، 70' · جونيور أورسو 61' | تقرير | نغوين ترونغ هونغ 19'  |

| جونبك هيونداي موتورز                                                                       | 4–1   | نادي شاندونغ لونينغ تايشان |
| ------------------------------------------------------------------------------------------ | ----- | -------------------------- |
| لي جاي سونغ 25' · كم هيونغ إل 51' · Eninho 80' (ركلة.) · إدواردو غونسالفيس دي أوليفيرا 88' | تقرير | وانغ تونغ 45+1'            |

| نادي بيكامكس بين دونغ | 1–0   | كاشيوا ريسول |
| --------------------- | ----- | ------------ |
| لي كونغ فينه 56'      | تقرير |              |

### المجموعة س
| م | الفريق               | لعب | ف | ت | خ | أ.له | أ.ع | أ.ف | نقاط | التأهل                        |     | غمب | سنغم | ب.ي. | غوا |
| - | -------------------- | --- | - | - | - | ---- | --- | --- | ---- | ----------------------------- | --- | --- | ---- | ---- | --- |
| 1 | غامبا أوساكا (Q)     | 6   | 3 | 1 | 2 | 10   | 7   | +3  | 10   | التأهل إلى مرحلة خروج المغلوب |     | —   | 2–1  | 1–1  | 0–2 |
| 2 | سيونغنام (Q)         | 6   | 3 | 1 | 2 | 7    | 5   | +2  | 10   | التأهل إلى مرحلة خروج المغلوب |     | 2–0 | —    | 2–1  | 0–0 |
| 3 | بوريرام يونايتد (E)  | 6   | 3 | 1 | 2 | 12   | 7   | +5  | 10   |                               |     | 1–2 | 2–1  | —    | 5–0 |
| 4 | غوانجو آر اند اف (E) | 6   | 1 | 1 | 4 | 3    | 13  | −10 | 4    |                               | 0–5 | 0–1 | 1–2  | —    |     |

| غامبا أوساكا | 0–2   | نادي غوانغجو آر أند إف                  |
| ------------ | ----- | --------------------------------------- |
|              | تقرير | عبد الرزاق حمد الله 10' · وانغ سونغ 80' |

| نادي بوريرام يونايتد                    | 2–1   | نادي سونغنام                |
| --------------------------------------- | ----- | --------------------------- |
| براكيت ديبروم 16' · جيلبيرتو ماسينا 18' | تقرير | ناروبادين ويراوا 87' (ه.ذ.) |

| نادي سونغنام                                | 2–0   | غامبا أوساكا |
| ------------------------------------------- | ----- | ------------ |
| ريكاردو بوينو 8' (ركلة.) · هوانغ أوي-جو 67' | تقرير |              |

| نادي غوانغجو آر أند إف | 1–2   | نادي بوريرام يونايتد                 |
| ---------------------- | ----- | ------------------------------------ |
| لو لين 27'             | تقرير | غو سيول كي 44' · جيلبيرتو ماسينا 90' |

| نادي غوانغجو آر أند إف | 0–1   | نادي سونغنام     |
| ---------------------- | ----- | ---------------- |
|                        | تقرير | هوانغ أوي-جو 27' |

| غامبا أوساكا     | 1–1   | نادي بوريرام يونايتد |
| ---------------- | ----- | -------------------- |
| هيرويوكي آبي 39' | تقرير | ثيراثون بونماثان 62' |

| نادي سونغنام | 0–0   | نادي غوانغجو آر أند إف |
| ------------ | ----- | ---------------------- |
|              | تقرير |                        |

| نادي بوريرام يونايتد | 1–2   | غامبا أوساكا                               |
| -------------------- | ----- | ------------------------------------------ |
| ثيراثون بونماثان 9'  | تقرير | لينس ليما دي بريتو 41' · كوتارو أوموري 87' |

| نادي سونغنام                              | 2–1   | نادي بوريرام يونايتد |
| ----------------------------------------- | ----- | -------------------- |
| كم دو هيون 27' (ركلة.) · Nam Joon-jae 38' | تقرير | ديوغو لويس سانتو 77' |

| نادي غوانغجو آر أند إف | 0–5   | غامبا أوساكا                                                                       |
| ---------------------- | ----- | ---------------------------------------------------------------------------------- |
|                        | تقرير | أندرسون باتريك أغيار أوليفيرا 14'، 45' · هيرويوكي آبي 44'، 68' · تاكاشي أوسامي 70' |

| غامبا أوساكا                               | 2–1   | نادي سونغنام     |
| ------------------------------------------ | ----- | ---------------- |
| تاكاشي أوسامي 64' · لينس ليما دي بريتو 82' | تقرير | هوانغ أوي-جو 15' |

| نادي بوريرام يونايتد                                             | 5–0   | نادي غوانغجو آر أند إف |
| ---------------------------------------------------------------- | ----- | ---------------------- |
| ديوغو لويس سانتو 12'، 38'، 56' · Túñez 36' · جيلبيرتو ماسينا 59' | تقرير |                        |

### المجموعة ص
| م | الفريق                    | لعب | ف | ت | خ | أ.له | أ.ع | أ.ف | نقاط | التأهل                        |     | بكن | سون | بريزبان رور | أ.ر.د |
| - | ------------------------- | --- | - | - | - | ---- | --- | --- | ---- | ----------------------------- | --- | --- | --- | ----------- | ----- |
| 1 | بكين غوان (Q)             | 6   | 3 | 2 | 1 | 6    | 3   | +3  | 11   | التأهل إلى مرحلة خروج المغلوب |     | —   | 1–0 | 0–1         | 2–0   |
| 2 | سوون سامسونغ بلووينغز (Q) | 6   | 3 | 2 | 1 | 11   | 8   | +3  | 11   | التأهل إلى مرحلة خروج المغلوب |     | 1–1 | —   | 3–1         | 2–1   |
| 3 | بريزبان رور (E)           | 6   | 2 | 1 | 3 | 7    | 9   | −2  | 7    |                               |     | 0–1 | 3–3 | —           | 1–2   |
| 4 | أوراوا رد دايموندز (E)    | 6   | 1 | 1 | 4 | 5    | 9   | −4  | 4    |                               | 1–1 | 1–2 | 0–1 | —           |       |

| نادي بريزبان رور | 0–1   | نادي بكين سينوبو غوان |
| ---------------- | ----- | --------------------- |
|                  | تقرير | شاو جيايي 90+3'       |

| سوون سامسونغ بلووينغز     | 2–1   | أوراوا رد دايموندز    |
| ------------------------- | ----- | --------------------- |
| أوه بوم سوك 56' · Léo 87' | تقرير | ريوتا موريواركي 45+1' |

| أوراوا رد دايموندز | 0–1   | نادي بريزبان رور  |
| ------------------ | ----- | ----------------- |
|                    | تقرير | براندون بوريلو 3' |

| نادي بكين سينوبو غوان | 1–0   | سوون سامسونغ بلووينغز |
| --------------------- | ----- | --------------------- |
| ديان داميانوفيتش 65'  | تقرير |                       |

| نادي بكين سينوبو غوان           | 2–0   | أوراوا رد دايموندز |
| ------------------------------- | ----- | ------------------ |
| بابلو باتالا 78' · يو داباو 84' | تقرير |                    |

| نادي بريزبان رور                   | 3–3   | سوون سامسونغ بلووينغز                   |
| ---------------------------------- | ----- | --------------------------------------- |
| براندون بوريلو 13' · Clut 22'، 80' | تقرير | سيو جونغ-جين 39'، 50' · جونغ تاي سي 71' |

| أوراوا رد دايموندز | 1–1   | نادي بكين سينوبو غوان |
| ------------------ | ----- | --------------------- |
| تومواكي مايكنو 74' | تقرير | يو داباو 33'          |

| سوون سامسونغ بلووينغز                                 | 3–1   | نادي بريزبان رور       |
| ----------------------------------------------------- | ----- | ---------------------- |
| كوون تشانغ هون 51' · سيو جونغ-جين 59' · يوم غي هن 65' | تقرير | لوكي رامون دي فيري 76' |

| أوراوا رد دايموندز      | 1–2   | سوون سامسونغ بلووينغز                      |
| ----------------------- | ----- | ------------------------------------------ |
| زلاتان ليوبييانكيتش 69' | تقرير | كو تشا-وون 74' · كايو فيليبي غونسالفيس 89' |

| نادي بكين سينوبو غوان | 0–1   | نادي بريزبان رور |
| --------------------- | ----- | ---------------- |
|                       | تقرير | Kaluđerović 39'  |

| نادي بريزبان رور | 1–2   | أوراوا رد دايموندز               |
| ---------------- | ----- | -------------------------------- |
| Kaluđerović 70'  | تقرير | شينزو كوروكي 24' · يوكي موتو 57' |

| سوون سامسونغ بلووينغز | 1–1   | نادي بكين سينوبو غوان |
| --------------------- | ----- | --------------------- |
| Léo 27'               | تقرير | ديان داميانوفيتش 25'  |

### المجموعة ط
| م | الفريق                     | لعب | ف | ت | خ | أ.له | أ.ع | أ.ف | نقاط | التأهل                        |     | غ.إ.ت. | سيؤل | و.س.و. | ك.أ. |
| - | -------------------------- | --- | - | - | - | ---- | --- | --- | ---- | ----------------------------- | --- | ------ | ---- | ------ | ---- |
| 1 | غوانجو إفرغراند تاوباو (Q) | 6   | 3 | 1 | 2 | 9    | 9   | 0   | 10   | التأهل إلى مرحلة خروج المغلوب |     | —      | 1–0  | 0–2    | 4–3  |
| 2 | سيؤول (Q)                  | 6   | 2 | 3 | 1 | 5    | 4   | +1  | 9    | التأهل إلى مرحلة خروج المغلوب |     | 0–0    | —    | 0–0    | 1–0  |
| 3 | وسترن سيدني واندررز (E)    | 6   | 2 | 2 | 2 | 9    | 7   | +2  | 8    |                               |     | 2–3    | 1–1  | —      | 1–2  |
| 4 | كاشيما أنتلرز (E)          | 6   | 2 | 0 | 4 | 10   | 13  | −3  | 6    |                               | 2–1 | 2–3    | 1–3  | —      |      |

| كاشيما أنتلرز | 1–3   | نادي وسترن سيدني واندررز                                    |
| ------------- | ----- | ----------------------------------------------------------- |
| شوما دوي 68'  | تقرير | غن شوجي 54' (ه.ذ.) · يوجيرو تاكاهاغي 86' · مارك بريدج 90+3' |

| نادي غوانغجو إفرغراند تاوباو | 1–0   | نادي سول |
| ---------------------------- | ----- | -------- |
| ريكاردو غولارت 31'           | تقرير |          |

| نادي وسترن سيدني واندررز                  | 2–3   | نادي غوانغجو إفرغراند تاوباو |
| ----------------------------------------- | ----- | ---------------------------- |
| ياكوبو لا روكا 57' · روميو كاستيلين 90+5' | تقرير | ريكاردو غولارت 19'، 58'، 64' |

| نادي سول                     | 1–0   | كاشيما أنتلرز |
| ---------------------------- | ----- | ------------- |
| كم جن كيو (لاعب كرة قدم) 66' | تقرير |               |

| نادي سول | 0–0   | نادي وسترن سيدني واندررز |
| -------- | ----- | ------------------------ |
|          | تقرير |                          |

| نادي غوانغجو إفرغراند تاوباو                            | 4–3   | كاشيما أنتلرز                                              |
| ------------------------------------------------------- | ----- | ---------------------------------------------------------- |
| ريكاردو غولارت 10'، 62' · إلكيسون 57' · زهاو شوري 90+2' | تقرير | هيرويوكي تاكاساكي 36' · شوما دوي 51' · غاكو شيباساكي 90+3' |

| نادي وسترن سيدني واندررز | 1–1   | نادي سول      |
| ------------------------ | ----- | ------------- |
| كرم بولوت 12'            | تقرير | كو يو هان 72' |

| كاشيما أنتلرز                                     | 2–1   | نادي غوانغجو إفرغراند تاوباو |
| ------------------------------------------------- | ----- | ---------------------------- |
| ياسوشي إندو 19' (ركلة.) · هيرويوكي تاكاساكي 90+3' | تقرير | إلكيسون 75'                  |

| نادي وسترن سيدني واندررز | 1–2   | كاشيما أنتلرز                    |
| ------------------------ | ----- | -------------------------------- |
| نيكيتا روكافيتسيا 24'    | تقرير | شوما دوي 66' · مو كانازاكي 90+1' |

| نادي سول | 0–0   | نادي غوانغجو إفرغراند تاوباو |
| -------- | ----- | ---------------------------- |
|          | تقرير |                              |

| نادي غوانغجو إفرغراند تاوباو | 0–2   | نادي وسترن سيدني واندررز           |
| ---------------------------- | ----- | ---------------------------------- |
|                              | تقرير | مارك بريدج 33' · تومي يوريتش 90+3' |

| كاشيما أنتلرز                       | 2–3   | نادي سول                                                  |
| ----------------------------------- | ----- | --------------------------------------------------------- |
| شوهي أكاساكي 8' · غاكو شيباساكي 79' | تقرير | لي وونغ-هي 36' · اوسمار باربا 51' · ماوريسيو مولينا 90+1' |

## وصلات خارجية
- دوري أبطال آسيا، موقع الاتحاد الآسيوي